# 栃木県立佐野高等学校・附属中学校
栃木県立佐野高等学校・附属中学校（とちぎけんりつ さのこうとうがっこう・ふぞくちゅうがっこう、英: Tochigi prefectural Sano senior high school & junior high school）は、栃木県佐野市天神町にある県立高等学校・中学校。中高一貫校。

## 特色

### 概要
1901年（明治34年）に栃木県第四中学校として開校した。以来、栃木県内では4番目に古い男子校であったが、2008年（平成20年）に開校した附属中学校の第1期生が高校へ進学した2011年に、100年以上におよぶ男子校の歴史に幕を下ろし、男女共学の中高一貫教育校になった。
高校の通称は「佐高」（読み方には「さこう」と「さたか」の二種類があるが、佐高関係者の自称はほとんど「さこう」であり、「さたか」と呼ぶのは学校関係者以外に多く、足利市や栃木市など住んでいる地域に工業高校がある地域は後者で呼ぶことが多い）、中学の通称は「佐附中」（さふちゅう）。
附属中学校への入学選考方法は、小学校在学時の「学習や生活の記録」や「適性検査」「作文」「面接」の結果、候補者を選定する。学区は県内全域で、募集定員は男女105名程。
高校入学時に「高入生」として、附属中以外の中学校から特色選抜により55名を募集し、高校は160名となる。（附属中学校から高校に入学する生徒は「中入生」と呼ばれる。）
通学者は主に佐野市や足利市、栃木市南部（旧岩舟町、旧藤岡町）の出身者が大半を占めている。
- 交通 JR東日本、東武鉄道佐野駅より徒歩8分
- 敷地面積
  - 総面積 64,005.26m2
  - 建物敷地 21,173.04m2
  - 運動場 18,537.21m2
  - 第二運動場 16,861.01m2
  - 学校積 7,434.00m2

### 六校会
年2回、県立高校6校の生徒会役員が集まり生徒会の意義や活動等について懇談する会へ参加している。本校を含め5校は固定メンバーで毎回参加し、他1校は5校以外の県立高校から選ばれる。

## 施設等

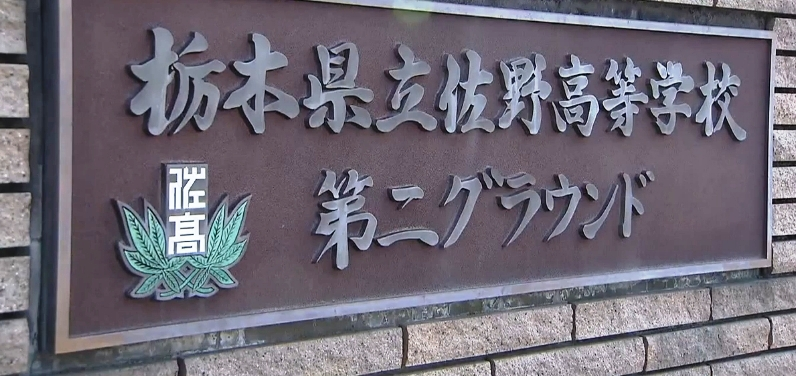
第二グラウンド

- 正門・西門 － 正門は創設時の形式を踏襲したもので、旧制中時代の門柱が正門脇に保管・展示されている。また西門は天満宮側を向いているので「天神門」と呼ばれることもある。
- 植物園 － 校地南側に広がる緑地帯。
- 桜並木 － 道路拡張事業により東側の桜は伐採されたが、北側の桜並木は残っている。
- 校舎 － 管理棟（南校舎・三階建て）・教室棟（北校舎・三階建て）・特別棟（西校舎・四階建て）の三棟がメインキャンパスとして存在している。また、特別棟二階図書室の蔵書数は約3万5千冊。
- 第一体育館・第二体育館 － 校地の南東に並んで設置されており、北側にある方が第一体育館で南側にある方が第二体育館。
- 武道場 － 第二体育館の南側に位置する。柔道の授業及び剣道部の練習に使用される。
- 凌樟寮（りょうしょうりょう）－校地の南西に位置する寮。部活の合宿などに使われる。名前の由来は下記のクスの木。
- クスの大樹 － 上記の植物園の中にある。佐野高校の前身・第四中学校創立とほぼ同時期に植えられたもので、特に名前はない。
  - （近くの栃木県立佐野東高等学校にも同じようなクスの大樹があり、こちらは名前がある。詳しくは佐野東高校の項目を参照のこと。）
- 第二グラウンド － 東武佐野線堀米駅近くにあり、現在は野球部が主に使用している。元々は農業科の校舎が存在していた。
- シュロの並木 － 2006年度末に校地西側の特別棟脇に植えられた。
- 新部室 － それまであった校地東側の旧部室が道路拡張事業の為に撤去され、代わりに校地東側の天神門近くに二階建ての新しい部室が完成した。
- 水泳プール － 現在は標準的な25mプールだがかつては県内でも数少ない50mプールであった。

### 教育目標
自他の生命と人権を尊重し、正義と平和を愛する心をもった
『国際人として活躍できる真のリーダー』の育成
1. 豊かな教養と進取の気性に富み、真理を探究できる生徒
2. 高い品性と共生の心を備え、進んで社会に貢献できる生徒
3. 健やかな精神と身体を持ち、自己の未来を拓ける生徒

### 佐野高校の代名詞「旭城」
学校の精神を示す言葉に「旭城（きょくじょう）」という言葉がある。
これは当校の西側にある「朝日森天満宮（かつての表記は「旭森」）」と東側にある「城山公園（佐野城跡）」に由来している。

### 「旭城祭」
毎年八月下旬に実施される文化祭。一般公開を行う。高校生の内容は、主として一年生は展示・研究発表（映画など）、二年生はアトラクション（お化け屋敷など）、三年生は模擬店（カレーや焼きそば、うどんなど）、更に美術部の巨大壁画をはじめとする、部活動の展示・発表などがある。また、ラグビー部では招待試合を実施している。附属中生も、学年に応じた内容の展示や発表を行う。一般公開日には後夜祭が実施され、ミスコンやライブなどが行われる。これまで、後夜祭への学校関係者以外の入場が可能であったが、共学の中高一貫教育校として完成したことにより、平成26年度より在学中の佐野高校生以外は後夜祭会場に入ることができなくなった。
　令和3年度には、史上初の花火打ち上げを行った。

### 校章

#### 高校
現行の校章は新制高等学校として新たなスタートを切る際に制定された。デザインは二枚栃の葉に『佐高』である。栃の葉を二枚用いたのは、「常に和合を尊べ」という思いと、栃木県立佐野実業高等学校との統合記念という意味を含んでいる。

#### 附属中学校
高校のデザインとほぼ同じであるが、『佐高』の文字の下に『附属中』の文字がある。英語教育に力を入れており、ディベートも強い。

## 沿革
- 1899年 - 安佐地区に中学校（旧制）を創立すべく、津久居彦七らが中心となり第四中学校創立期成会を設立。
- 1901年4月15日 - 栃木県第四中学校として開校（翌月、栃木県立佐野中学校と改称。因みに現在の創立記念日は5月15日。）
- 1947年9月5日 - 昭和天皇の戦後巡幸。校庭に町民奉迎場が設営される[1]。
- 1948年 - 学制改革により栃木県立佐野高等学校となる。
- 1950年 - 栃木県立佐野高等学校に栃木県立佐野実業高等学校（1924年開校）を統合する。12月30日、谷川岳で山岳部が雪崩に巻き込まれ、男子生徒4人と引率教員1人が死亡する[2]。
- 1974年 - 商業科が栃木県立佐野商業高等学校（現栃木県立佐野松陽高等学校・佐野松桜高等学校）として分離独立する。
- 1996年 - 農業科閉科。
- 2006年 - 定時制閉課。新部室落成。
- 2008年 - 附属中学校が開校。
- 2011年 - 附属中学校の生徒が高校へ入学となり男女共学化。

## その他
- 1945年3月に中島飛行機小泉製作所から、ジェット戦闘機橘花の設計試作部隊が本校の前身である佐野中学校に疎開した。（同製作所の艦上偵察機彩雲設試部隊は群馬県立館林中学校へ、長距離爆撃機連山設試部隊は埼玉県立熊谷高等女学校にそれぞれ疎開した。）
- 1947年（昭和22年）9月5日、昭和天皇が行幸（昭和天皇の戦後巡幸）[3]。
- 中高一貫化する前（男子校時代）までは安足学区に属していた。安足学区は佐野市[4]と足利市の2市で構成されており、学区外からの入学は定員の25%までしか認められていなかった。

## 著名な出身者
- 寺沢芳男 - 日本の実業家、政治家。第49代経済企画庁長官。
- 宇佐美徹也 - スポーツライター。
- 岡部正英 - 元佐野市長。
- 﨑山龍男 - ロックバンド「スピッツ」のメンバーでドラム担当。在学中は剣道部に所属。
- 酒巻久 - キヤノン電子株式会社代表取締役社長。
- 小堀光詮 - 天台宗三千院門跡第六十一世門主。大僧正。この人によって「照千一隅」と書かれた（右から書いてある）書が今でも当校の図書館に飾ってある。
- 柿沼博彦 - JR北海道取締役副社長・技術開発担当長。DMV（線路と道路の両方を走れる車両）の開発指揮者。
- 小森彰夫 - 自然科学研究機構長、元プラズマ・核融合学会会長。
- 永島福太郎 - 関西学院大学名誉教授。
- 三村勇飛丸 - 元ラグビー選手。元ラグビー日本代表。
- 秋田若菜 - 女子ラグビー選手。7人制女子日本代表、自衛隊体育学校所属。
- DOTAMA - ラッパー。在学中は生徒会に所属。
- 大出岳史 - 元アナウンサー。

## 関連のある学校
- 栃木県立佐野松陽高等学校 - 本校から分離した（分離当時の名称は栃木県立佐野商業高等学校）商業系と工業系の実業高等学校。
  - 栃木県立佐野松桜高等学校 - 分離した佐野松陽高と田沼高が統合した学校。